# Station Horwich Parkway
Horwich Parkway is een spoorwegstation van National Rail in Horwich, Bolton in Engeland. Het station is eigendom van Network Rail en wordt beheerd door Northern Rail. Het station is geopend in 1999.